# Franco Lavoratori

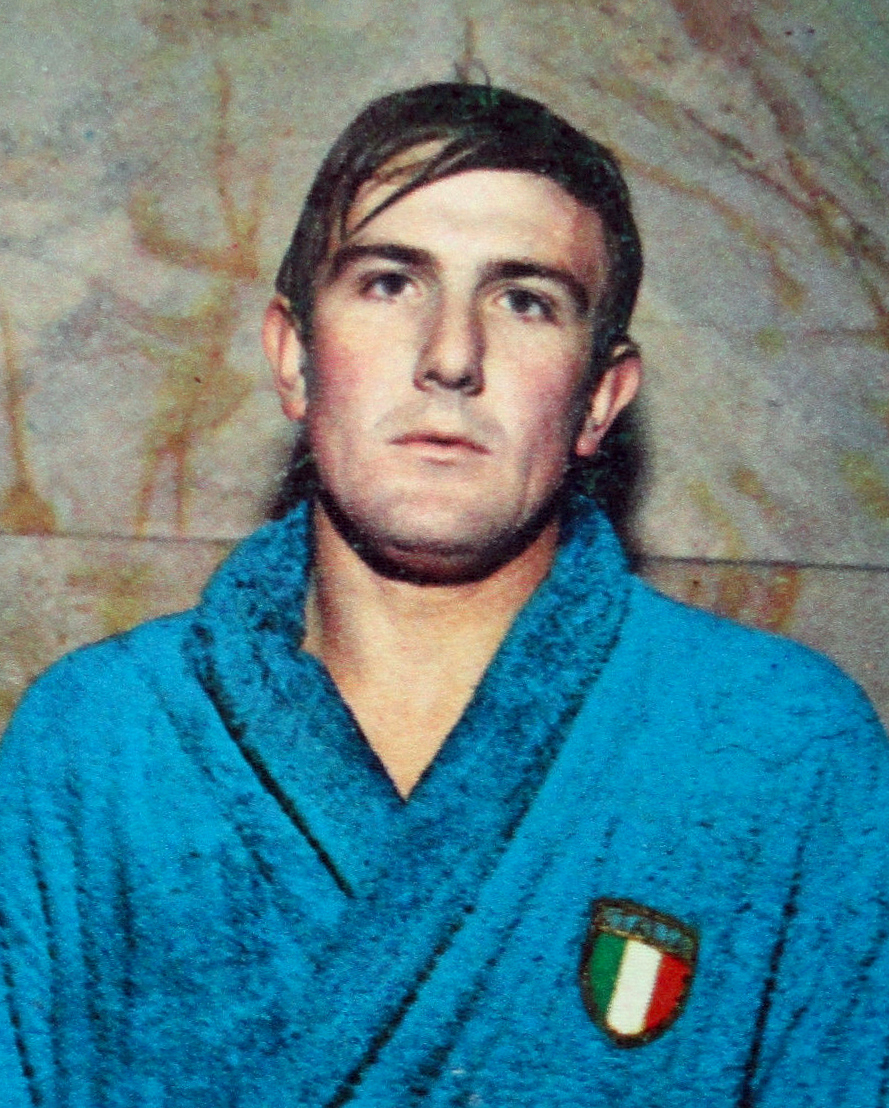
Franco Lavoratori 1968

Franco Lavoratori (* 15. März 1941 in Recco; † 3. Mai 2006 in Genua) war ein italienischer Wasserballspieler. Mit der italienischen Nationalmannschaft wurde er Olympiasieger 1960.

## Sportliche Karriere
Der 1,80 m große Franco Lavoratori spielte bei Pro Recco, er gewann von 1959 bis 1974 14 italienische Meistertitel und war 1965 Europapokalsieger.
Bei den Olympischen Spielen 1960 in Rom gewannen die Italiener sechs von sieben Partien und spielten gegen die Ungarn Unentschieden. Damit erhielten die Italiener die Goldmedaille vor der Mannschaft aus der Sowjetunion und den Ungarn. Außenstürmer Lavoratori wurde in sechs Partien eingesetzt und warf insgesamt vier Tore, davon eins beim 3:3 gegen Ungarn.
Vier Jahre später bei den Olympischen Spielen 1964 in Tokio siegten die Ungarn vor den Jugoslawen und der Mannschaft aus der Sowjetunion, die Italiener erreichten ebenfalls die Finalrunde und belegten den vierten Platz. Lavoratori blieb bei seinen sechs Einsätzen ohne Torerfolg.
Bei der Europameisterschaft 1966 in Utrecht erreichten die Italiener wieder die Endrunde und belegten den vierten Platz hinter den Mannschaften aus der Sowjetunion, der DDR und aus Jugoslawien. Zwei Jahre später bei den Olympischen Spielen 1968 in Mexiko-Stadt siegten die Jugoslawen vor der Mannschaft aus der Sowjetunion und den Ungarn, die Italiener verloren sowohl das Halbfinale als auch das Spiel um den dritten Platz und belegten den vierten Platz. Lavoratori erzielte in neun Spielen sechs Treffer.
Bei den Olympischen Spielen 1972 in München erreichten die Italiener die Endrunde und belegten den sechsten Platz. Lavoratori steuerte in seinen acht Matches noch einmal drei Tore bei.